# Humanista
Humanista (Humanist) ist ein lateinischer Begriff, der in der Renaissance in Italien entstanden ist. Er wurde erst gegen Ende des 15. Jahrhunderts eingeführt, als die Bewegung, die später als Renaissance-Humanismus bezeichnet wurde, schon in voller Blüte stand. Der älteste Beleg für humanista stammt aus dem Jahr 1490. Ursprünglich war humanista eine Berufsbezeichnung für Inhaber derjenigen Lehrstühle an den Universitäten, die den studia humanitatis gewidmet waren, also dem Unterricht in lateinischer und altgriechischer Grammatik und Rhetorik und antiker Literatur, insbesondere den Werken antiker Dichter, Philosophen und Geschichtsschreiber.
Obwohl der Humanismus außerhalb der Universitäten entstanden ist, ist die Bezeichnung Humanist somit rein universitären Ursprungs. Sie wurde in Analogie zu Bezeichnungen wie legista (Inhaber eines juristischen Lehrstuhls) und canonista (Lehrer des kanonischen Rechts) gebildet und kam anfangs nur umgangssprachlich im Studentenjargon vor. Erst im frühen 16. Jahrhundert wurde humanista als offizieller Titel für einen Hochschullehrer verwendet. Damals wurde es auch üblich, außeruniversitäre Gebildete, die sich mit literarischen Studien befassten, als Humanisten zu bezeichnen. Allerdings vertraten viele Humanisten einen strengen Klassizismus, das heißt, sie waren der Überzeugung, man dürfe keine lateinischen Ausdrücke verwenden, die bei den antiken Klassikern nicht vorkommen. Manche meinten, man müsse sich im Lateinischen ausschließlich auf den Wortschatz Ciceros beschränken (radikaler Ciceronianismus). Für die zahlreichen klassizistisch denkenden Humanisten kam daher ein neu gebildetes Wort (Neologismus) wie humanista als Selbstbezeichnung nicht in Betracht. Da die Wortneubildung mit dem Suffix -ista ihrem Sprachgefühl zuwiderlief, nannten sie sich lieber „Dichter“ (poetae) oder „Redner“ (oratores).